# Thelema
Thelema je ezoterični, okultni, socijalni i duhovni filozofski nauk, kao i novi religiozni pokret koji je početkom 1900-ih razvio britanski pisac, mistik i ceremonijalni magičar Aleister Crowley. Riječ thelema transliteriran je oblik imenice θέλημα koja na grčkom dijalektu koine znači "volja", prema glagolu θέλω (thélō): "željeti, htjeti".
Crowley je tvrdio ili vjerovao da je prorok novog doba, eona Horusa, na temelju duhovnog iskustva koje je 1904. u Egiptu doživio sa suprugom Rose Edith. Izjavio je da mu se vjerojatno netjelesno ili "nadljudsko" biće pod imenom Aiwass obratilo (preko Rose) i naknadno mu diktiralo tekst poznat kao Knjiga zakona ili Liber AL vel Legis, koji je ocrtao glavna načela Theleme.
Panteon Theleme čine bogovi i božice koji prema vjerovanju ili zaista postoje ili služe kao simbolični arhetipovi odnosno metafore. Ima ih nekoliko, ali ga uglavnom čini troje božanstava preuzetih iz egipatske mitologije koji su naknadno prilagođeni Thelemi i koji su govornici u Knjizi zakona: Nuit, Hadit i Ra-Hoor-Khuit. Crowley je barem jednom ulogu tih božanstava nazvao "zgodnim književnim postupkom".
Tri tvrdnje sažimaju praksu i etiku Theleme:
- "Čini što ti volja" i to neka ti bude sav zakon, što znači da bi sljedbenici Theleme trebali pronaći i slijediti svoj istinski put, odnosno otkriti istinsku volju.[5]
- Ljubav je zakon, ljubav pod voljom, odnosno narav zakona Theleme jest ljubav, ali sama ljubav tek pomaže u pronalaženju i objelodanjivanju istinske svrhe ili "misije" svake osobe.
- Svaki muškarac i svaka žena je zvijezda; u kozmologiji 20. stoljeća prema era vulgarisu ta metafora označava da su osobe koje provode svoju volju u djelo poput zvijezda u svemiru: zauzimaju vrijeme i određeni prostor, a opet su primjetno individualne, njihova je narav nezavisna i uglavnom ne ulaze u nepotreban sukob s ostalim zvijezdama.

Thelema između ostalog opisuje i nešto što je nazvano "eon Horusa" ("okrunjeno dijete koje osvaja"), koji je odvojen od ranijih "eona Izide" (ideje majke božice) i "eona Ozirisa" (tipičan po arhetipskim religijama iz brončanog doba utemeljenim na otkupitelju, božanstvu posredniku ili ubijenom bogu – među njima su kršćanstvo, mitraizam, zoroastrizam, mandeizam, odinizam, Oziris, Atis, Adonis itd.). Mnogi sljedbenici (poznati i kao telemiti) ističu praksu magike (koju se uglavnom opisuje kao "znanost i umjetnost uzrokovanja promjena u skladu s voljom").
U Crowleyjevim se kasnijim spisima pojavljuju komentari i tumačenja povezanih tekstova, ali i dodatni "nadahnuti" tekstovi koje je skupno nazvao Svetim knjigama Theleme. Također je povezao duhovnu praksu Theleme s konceptima ukorijenjenim u okultizmu, jogi, misticizmu i ezoteriji, a posebno u hermetičkoj kabali.
Aspekti Theleme i Crowleyjeve filozofije nadahnuli su razvoj wicce i u određenoj mjeri doprinijeli su usponu neopoganstva, ali i magije kaosa i određenih inačica sotonizma. Neki učenjaci poput Hugha Urbana smatraju da je Thelema utjecala i na razvoj scijentologije, dok ostali poput J. Gordona Meltona negiraju takvu poveznicu.

## Povijesni utjecaji
Riječ θέλημα (thelema) rijetka je u starogrčkom jeziku, u kojem "označava apetitnu volju: žudnju, katkad i seksualne prirode", no česta je u Septuaginti. Katkad se u ranokršćanskim zapisima odnosi na ljudsku volju, a nekad i na volju Božjeg kušača vjere i inkvizitora, Đavla, no uglavnom se odnosi na Božju volju.
Jedan poznat primjer nalazi se u "Očenašu"; "Dođi kraljevstvo Tvoje. Budi volja (θέλημα) Tvoja. Kako na nebu, tako i na zemlji." Pojavila se i u kasnijem dijelu Evanđelja po Mateju: "Opet, po drugi put, ode i pomoli se: "Oče moj! Ako nije moguće da me čaša mine da je ne pijem, budi volja tvoja!" U petom stoljeću sveti Augustin dao je sličnu zapovijed: "Ljubi i čini što hoćeš." (Dilige et quod vis fac).
Tijekom renesanse lik pod imenom "Thelemia" predstavlja volju ili želju u djelu Hypnerotomachia Poliphili dominikanca Francesca Colonne. Protagonist Polifil ima dva alegorijska vodiča, Logisticu (razum) i Thelemiju (volja ili želja). Kad je primoran izabrati jednu od njih, izabire ispunjenje vlastite seksualne volje nad logikom. Colonnin je rad uvelike utjecao na franjevca Francoisa Rabelaisa, koji se u 16. stoljeću poslužio francuskim oblikom riječi (Thélème) i njome nazvao izmišljeni samostan u svojem djelu Gargantua i Pantagruel. Jedino pravilo tog samostana glasilo je "fay çe que vouldras" ("Fais ce que tu veux" ili "Čini što želiš.").
Sredinom 18. stoljeća Sir Francis Dashwood taj je citat napisao na dovratak svojeg samostana u Medmenhamu, a služio je kao krilatica Hellfire Cluba. Na Rabelaisov samostan Theleme aludirali su i kasniji književnici; Sir Walter Besant i James Rice napisali su Redovnike Theleme (iz 1878.), a C. R. Ashbee napisao je utopijsko djelo Zgrada Theleme (iz 1910.).

### Definicija "Theleme"

#### U starogrčkom jeziku
U klasičnoj filologiji pretečom današnjeg koncepta volje smatra se grčku riječ boule (βουλή), a ne thelo (θέλω) ili 'thelema'.
U grčkom jeziku postoje dvije riječi za volju koje se u Novom zavjetu pojavljuju kao djelomični sinonimi: thelema i boule.
- 'Boule' znači 'volja', 'namjera', 'savjet', 'naum' (odnosno svrhovita volja)
- 'Thelema' se rijetko pojavljivala kao riječ u starogrčkom jeziku. Posvjedočena je u malom broju zapisa, a najraniji među njima pripada Antifontu Sofistu iz 5. stoljeća pr. n. e. U doba antike označavala je podjednako božansku volju koju čovjek izvršava i čovjekovu volju za seksualnošću. Nije se toliko odnosila na volju samog pojedinca koliko na volju apsoluta.[19]

Glagol thelo pojavljuje se prilično rano (u Homerovim djelima i ranim atičkim zapisima) i znači "pripremiti", "odlučiti" i "željeti" (Homer, 3, 272, također i u seksualnom smislu).

#### U Starom zavjetu
U Septuaginti se ta riječ odnosi na volju samog Boga, religioznu želju onih koji se boje Boga i na kraljevsku volju sekularnih vladara. Zbog toga se koristi samo u smislu prikazivanja visoke etičke volje u vjeri, izvršavanje ovlasti autoriteta ili neljudske volje, ali ne i za žudnje svjetovne naravi. U Septuaginti se također pojavljuju riječi boule i thelema, dok su u Vulgati ta dva pojma na latinski jezik prevedena kao voluntas ("volja"), zbog čega je različito značenje obaju koncepata izgubljeno u prijevodu.

#### U Novom zavjetu
U Novom zavjetu na dijalektu Koine thelema se pojavljuje 62 ili 64 puta, dvaput u množinskom obliku (thelemata). Božju se volju uvijek i isključivo opisuje riječju "thelema" (θέλημα, uglavnom u jednini). Istu riječ rabe i apostol Pavao i Ignacije Antiohijski.

### François Rabelais
François Rabelais bio je franjevac, a kasnije i benediktinac iz 16. stoljeća. Naposljetku je napustio samostan kako bi studirao medicinu i 1532. preselio se u francuski grad Lyon. Ondje je napisao Gargantuu i Pantagruela, povezani serijal knjiga. Govore o dvama divovima – ocu (Garganutui) i sinu (Pantagruelu) i njihovim pustolovinama; stil pisanja je ekstravagantan i satiričan.
Većina današnjih učenjaka smatra da je Rabelais pisao s gledišta kršćanskog humanizma. Crowleyjev životopisac Lawrence Sutin ističe tu činjenicu pri usporedbi uvjerenja francuskog književnjika s Thelemom Aleistera Crowleyja. U serijalu se spominje samostan Thélème, za koji su kritičari izjavili da se djelomično odnosi na patnje kršćanskih reformista ili "evangelista" unutar francuske Crkve; aludiranje na grčku riječ θέλημα "objavljuje da u ovom samostanu vlada Božja volja". Sutin je izjavio da Rabelais nije preteča Theleme; njegova su se uvjerenja sastojala od čimbenika stoicizma i kršćanske dobrote.
U prvoj knjizi (poglavljima 52–57) Rabelais piše o samostanu Thélème koji je izgradio div Gargantua. U pitanju je klasična utopija kojom se kritiziralo i preispitivalo stanje društva u vrijeme Rabelaisa, što je u suprotnosti s modernim utopijskim tekstovima koji pokušava stvoriti scenarij u praksi. Riječ je o utopiji u kojoj se želje ljudi više ostvaruju. Budući da je djelo satirično, sažima ideale koji se uzimaju u obzir u Rabelaisovoj fikciji. Nad žiteljima samostana vladala je samo njihova slobodna volja i ugoda, a jedino je pravilo bilo "Čini što želiš". Rabelais je vjerovao da su časni oni ljudi koji su rođeni slobodni i dobro odgojeni, što ih prirodno vodi k časnim djelima. Ako ih se ograniči, njihova se plemenita narav posveti uklanjanju svojega ropstva jer ljudi žude za onim što im je zabranjeno.
Neki suvremeni Telemiti smatraju da je Crowleyjev rad utemeljen na Rabelaisovom sažetku instinktivno časne naravi Telemita. Rabelaisu se pripisuje stvaranje filozofskog nauka Theleme, da je jedan od najranijih pojedinaca koji je upućivao na nju ili da je bio "prvi telemit". Međutim, veliki majstor velike lože Ordo Templi Orientisa u SAD-u izjavio je:
Aleister Crowley u Prethodnicima Theleme (iz 1926.), nedovršenom djelu neobjavljenom za njegova života, govori da Rabelais ne samo da je uspostavio zakon Theleme na sličan način kao Crowley, nego da je predvidio i opisao Crowleyjev život i sveti tekst koji je primio, Knjigu zakona. Crowley je izjavio da je djelo koje je primio dubljeg značenja, da detaljnije opisuje praksu kojom bi se ljudi trebali baviti i da otkriva znanstvene misterije. Dodao je da se Rabelais ograničuje na oslikavanje ideala umjesto na razmatranja pitanja o gospodarskoj politici i sličnim temama – smatrao je da bi takvi problemi trebali biti riješeni kako bi se zakon mogao primijeniti u stvarnosti.
Rabelais se nalazi među svecima Gnostičke Katoličke Crkve.

### Francis Dashwood i Hellfire Club
Sir Francis Dashwood preuzeo je određene Rabelaisove ideje i izreku "Čini što želiš" kad je osnovao grupu pod imenom Redovnici iz Medmenhama (poznatija pod imenom Hellfire Club). U Medmenhamu je osnovan samostan, i to na posjedu na kojem su se nalazili ostaci cistercitske opatije osnovane 1201. Grupa je također bila poznata pod imenom "Francisovci" – ne prema Franji Asiškom, nego prema osnivaču Dashwoodu. John Wilkes, George Dodington i ostali političari bili su članovi tog kluba. Malo je izravnih dokaza o tome čime se Dashwoodov Hellfire Club bavio i kakva su mu bila uvjerenja. Jedino izravno svjedočanstvo pripada Johnu Wilkesu, članu koji nikad nije stupio u poglavarsku odaju unutarnjeg kruga. Skupinu je nazvao hedonistima koji su se okupljali "da bi u vinu slavili ženu" i raznim idejama iskustvo činili dekadentnijim.
Autor Philip Coppens napisao je da grupa od Rabelaisa nije samo preuzela natpis iznad vrata; citirajući drugog proučavatelja izjavio je da se koristila pećinama kao dionizijskim proročištima na temelju Dashwoodova čitanja povezanih Rabelaisovih poglavlja. Sir Nathaniel Wraxall u svojem je djelu Povijesni memoari (iz 1815.) optužio Redovnike da održavaju sotonističke rituale, no te su tvrdnje odbačene jer su smatrane govorkanjem. Gerald Gardner i osobe poput Mikea Howarda komentirali su da su Redovnici štovali "Božicu". Daniel Willens pretpostavio je da se grupa bavila masonerijom, ali i da je Dashwood možda potajno dijelio rimokatoličke sakramente.

## Vjerovanja

### Definicija telemita
Definicija riječi "telemit" je, prema Merriam-Websteru, "onaj koji čini ono što želi." Prema tome, radi se o osobi koja "izvršava vlastitu volju".
Međutim, ne postoji standard što se tiče toga u što osoba treba vjerovati ili što treba činiti da bi bila telemit. Drugim riječima, ne postoje standardizirana telemička ortodoksija (grčki: ὀρθοδοξία orthodoxía, "pravo vjerovanje" iz starogrčkog: δόξα doxa, "vjerovanje") ni ortopraksija. (Greek: ὀρθοπραξία orthopraxia, "prava praksa".)
U temeljnom smislu telemit je bilo koja osoba koja ili izvršava svoju volju – prema Crowleyjevoj zamisli riječ je o istinskoj ili čistoj volji, a ne o "uobičajenoj" volji ega – ili pokušava otkriti i izvršiti tu volju. Prema toj predodžbi telemitom se može nazvati svaku individuu koja otkrije i izvršava svoju istinsku volju ili namjerava otkriti i izvršiti je, bilo svjesno ili nesvjesno i bilo da se pridržava Theleme na način kako ju je opisao Crowley ili ne. Primjerice, u sustavu telemičkog mističkog reda A∴A∴ Lao Ce, Buda i Muhamed smatraju se individuama koje su duhovnim postignućima postale magovi ili ipsissimi iako prethode razvoju Theleme; u kabalističkom smislu to znači da su dostigli barem razinu maga, odnosno da se nalaze na razini Hohma na Drvetu života; postati ipsissimus ekvivalent je dolasku na razinu pod imenom Keter, što bi značilo postizanje istinske volje.
U užem smislu telemit je osoba koja prihvaća zakon Theleme. U još užem smislu u pitanju je osoba koja prihvaća Knjigu zakona  (u kojoj se nalazi prethodno spomenuti zakon) ili je se pridržava, bez obzira na način na koji je interpretira. U najužem smislu riječ je o osobi koja se pridržava i Knjige zakona i do određene razine ostalih Crowleyjevih zapisa o Thelemi.
U Knjizi zakona Crowley je napisao: "Tko nas telemitima nazove neće pogriješiti, ako pobliže u riječ pogleda. Jer unutar toga tri ranga postoje: samotnik, ljubavnik i čovjek Zemlje."
Budući da Crowley sadržaj Knjige zakona prepušta interpretaciji, rangovi samotnika, ljubavnika i čovjeka Zemlje mogu označavati različite stvari. Međutim, telemički pisac IAO131 smatra da se odnose na različite stadije mističnog ili duhovnog puta koji počinje s čovjekom Zemlje, dolazi zo ljubavnika i stiže do samotnika, nakon čega kulminira prosvjetljenjem; čovjek Zemlje simbolizira duhovnu samodiscipliranost, ljubavnik predstavlja eksperimentalno zajedništvo s božanskim, a samotnik rastvaranje ega.

### Aleister Crowley
Thelemu je osmislio Aleister Crowley, engleski okultist i književnik. Godine 1904. izjavio je da mu je Knjigu zakona prenio entitet pod imenom Aiwass i da je poslužila kao temelj religioznog i filozofskog sustava koji je nazvao Thelema.

### Knjiga zakona
Crowleyjev sustav Theleme počinje Knjigom zakona, čije je službeno ime Liber AL vel Legis. Napisana je u Kairu u Egiptu dok je bio na medenom mjesecu sa svojom novom suprugom Rose Crowley (rođ. Kelly). U toj se knjizi omanjeg opsega nalaze tri poglavlja; Crowley je izjavio da je svako od njih napisao u točno sat vremena, da je s pisanjem krenuo u podne i da su poimence dovršena 8., 9. i 10. travnja 1904. Izjavio je da mu je sadržaj diktirao entitet pod imenom Aiwass, kojeg je kasnije nazvao vlastitim svetim anđelom čuvarom. Autor Israel Regardie, koji je bio Crowleyjev učenik i tajnik, smatra da taj glas pripada podsvijesti, premda među telemitima postoje različita mišljenja. Crowley je tvrdio da "nijedan krivotvoritelj ne bi mogao oblikovati tako složen skup numeričkih i slovnih zagonetki" i da bi proučavanje teksta moglo raspršiti sve sumnje o načinu na koji je knjiga nastala.
Uz aluzije na Rabelaisa analiza Davea Evansa prikazuje sličnosti s dramom The Beloved of Hathor and Shrine of the Golden Hawk Florence Farr. Evans tvrdi da je mogući razlog tomu činjenica da su "i Farr i Crowley bili iznimno umiješani u slikovitost i nauk Zlatne zore" i da je Crowley vjerojatno poznavao drevne materijale koji su nadahnuli neke od Farrinih motiva. Sutin je također pronašao podudaranja između Theleme i rada W. B. Yeatsa, što je pripisao "zajedničkom uvidu" i tome da je Yeats vjerojatno znao za Crowleyja.
Crowley je napisao niz komentatorskih tekstova o Knjizi zakona, a posljednji je napisao 1925. Kratka izjava u Knjizi zakona pod imenom "Komentar" upozorava da se o njezinu sadržaju ne smije raspravljati i da "sva pitanja Zakona treba rješavati jedino pozivanjem na moja djela"; potpisano ime glasi Ankh-af-na-khonsu.

## Istinska volja
Prema Crowleyjevim riječima svaka individua ima istinsku volju koju treba razlučiti od uobičajenih htijenja i želja ega. Istinska volja u biti je "poziv" ili "svrha" u životu pojedinca. Neki su kasniji magičari zaključili da to podrazumijeva i cilj postizanja samoaktualizacije vlastitim trudom bez pomoći Boga ili drugog božanskog autoriteta. To te pojedince približava položaju u kojem se nalazio Crowley prije 1904. Ostali slijede kasnije radove poput Libera II i smatraju da je volja pojedinca u čistom obliku upravo božanska volja. Rečenicom Čini što ti volja i to neka ti bude sav Zakon Crowley se ne odnosi na hedonizam, odnosno na ispunjavanje svakidašnjih želja, nego na djelovanje prema pozivu. Telemit je mistik. Prema Lonu Milou DuQuetteu telemit je svatko tko svoja djela temelji na žudnji za otkrivanjem i ostvarivanjem istinske volje; kad osoba ispunjava svoju istinsku volju, ponaša se poput orbite – u svojoj je niši u svemirskom poretku, a svemir joj pomaže.
Kako bi osoba mogla slijediti svoju istinsku volju, treba nadvladati društveno uvjetovane inhibicije svakidašnje osobnosti. Crowley je vjerovao da se osoba koja želi otkriti svoju istinsku volju treba lišiti kontrole svjesnog uma nad željama podsvijesti, pogotovo ograničenja u pogledu ispoljavanja seksualnosti, koju je povezao s moći božanskog stvaranja. Istinsku volju svake individue povezao je sa svetim anđelom čuvarom, daimonom koji je jedinstven za svaku osobu. Duhovna potraga za onim što je osobi predodređeno da čini i da to na kraju i učini u Thelemi je poznata pod imenom Veliko djelo.

### Kozmologija
Thelema preuzima glavna božanstva iz drevne egipatske religije. Najviše božansko biće u kozmologiji Theleme jest božica Nuit. Ona je noćno nebo savinuto iznad Zemlje, a simbolizirana je u obliku gole žene. Smatra ju se velikom majkom, iskonom svih stvari. Drugo glavno božanstvo u Thelemi je bog Hadit, predočen kao beskrajno smala točka, biće koje nadopunjuje Nuit i njezin je partner. Hadit simbolizira utjelovljenje, kretanje i vrijeme. U knjizi Liber AL vel Legis opisan je i kao "plamen koji gori u srcu svakog čovjeka i u srži zvijezde svake". Treće božanstvo u kozmologiji Theleme jest Ra-Hoor-Khuit, utjelovljenje Horusa. Simboliziran je kao muškarac sokolove glave koji sjedi na tronu i nosi žezlo. Povezuje ga se sa Suncem i aktivnim energijama telemske magike.
Među ostalim božanstvima Theleme još se nalaze: Hoor-paar-kraat (ili Harpokrat), bog tišine i unutarnje snage i brat Ra-Hoor-Khuita; Babalon, božica sve ugode, poznata kao Djevica Bludnica i Therion, zvijer koju Babalon jaše i koja predstavlja divlju životinju unutar čovjeka, silu prirode.

#### Bog, božanstvo i božansko
Telemiti se podosta razlikuju na temelju toga kako percipiraju božansko; ti pogledi često su povezani s vlastitim paradigmama, pa tako i shvaćanju što određuje objektivnu i subjektivnu stvarnost, kao i laž i istinu: pogledi nekih sljedbenika o naravi božanskog jedinstveni su ili vrlo specifični i složeni; mnogi vjeruju u nadnaravno, odnosno tvrde da u određenoj mjeri postoje nadnaravne i paranormalne pojave, i te stavove na neki način uvrštavaju u duhovne obrede; ostali su religiozni ili duhovni naturalisti, to jest vjeruju u duhovno ili sveto i jednako im je onome što je materijalno, prirodno ili tjelesno. Naturalisti, bez obzira na to jesu li religiozni ili duhovni, uglavnom smatraju da je vjera u natprirodno utemeljena u laži ili pogrešci odnosno da bi ga se moglo objasniti zabludom ili halucinacijom.
Za Knjigu zakona može se reći da implicira neku vrstu panteizma ili panenteizma: panteizam je vjerovanje da božansko ili ultimativna stvarnost supostoji s potpunošću kozmosa, da prodire kroz sve fenomene i da je sveto identično sa svemirom; panenteizam se uglavnom podudara s prethodnim pojmom, ali od njega se razlikuje u vjerovanju da božansko, sveto ili ultimativna stvarnost na neki način nadilaze uobičajeno.
Mnogi telemiti božansko promatraju kao unutarnje, usavršeno stanje individue – "istinsko ja" ili "više ja" koje se često prikazuje kao sveti anđeo čuvar (iako određeni telemiti smatraju da je anđeo zaseban entitet) – koje oblikuje suštinu svake osobe. Međutim, u Knjizi zakona Nuit kaže: "Ja sam Nebo i nema drugog boga osim mene i mojeg gospoda Hadita".
Neki su telemiti politeisti ili henoteisti, dok su ostali ateisti, agnostici ili apateisti. Kozmos često promatraju monistički, odnosno vjeruju da je sve nastalo iz jednog prvotnog i sveopćeg stanja, koje često percipiraju kao Nuit. Knjiga zakona tvrdi da je Hadit, koji predstavlja kretanje, tvar, energiju i prostor-vrijeme, to jest fizičke fenomene, zapravo utjelovljenje Nuit. (Knjiga zakona započinje rečenicom "Had! Očitovanje Nuit-e! [sic!]) Drugim riječima, kozmos i sve što ga čini utjelovljenje je temeljne božanske stvarnosti ili monade, što je analogno tau u taoizmu.)
U ritualima Theleme božansko, kako god da ga se percipira, naziva se različitim imenima, uglavnom mističnim imenima iz Kabale, među kojima su IAO (ιαω; ta se riječ spominje tijekom gnostičke mise) – rani grčki prijevod hebrejskog tetragrama – i Ararita (אראריתא) – hebrejski notarikon za frazu "Achad Rosh Achdotho Rosh Ichudo Temurato Achad", koja ugrubo znači "Jedan je početak njegova jedinstva, početak njegove jedinstvenosti; njegova permutacija je jedna." (אחד ראש אחדותו ראש יחודו תמורתו אחד; frazu se spominje pri Manjem obredu heksagrama, obredu koji se nalazi u Crowleyjevu djelu Liber O.)
IAO zauzima važno mjesto u ceremonijalnoj magici Theleme, a služba mu je dvojaka; kao ime za božansko i kao čarobna formula. Crowley je tu formulu povezivao s jogom i istaknuo da njezina slova mogu označavati Izidu, Apopa i Ozirisa ili poimence rođenje, smrt i uskrsnuće, stanja promjene za koja mnogi telemiti smatraju da su analogna procesima u kojima se fizički svemir stalno nalazi.
Crowley je u svojoj četvrtoj knjizi o magiki napisao da je IAO "glavna i najkarakterističnija formula Ozirisa, otkupljenja ljudske vrste. "I" je Izida, priroda, koju ruši "A", Apop Unišitelj i koju u život vraća Oziris Otkupitelj."
Crowley je također oblikovao novu formulu na temelju IAO koju je nazvao "jedinstvenim hijeroglifom Rituala samoinicijacije u ovom eonu Horusa": VIAOV (piše se i FIAOF), koja je nastala dodavanjem hebrejskog slova vau na početak i kraj "IAO". Prema Crowleyjevim riječima VIAOV je proces tijekom kojeg se osoba uzdiže na božanski status, ostvaruje svoju istinsku volju, a opet ostaje u ljudskom obličju i "otkupljuje svijet": "Tako je Bog nastao od Čovjeka, uzvišen i željan; svjesno je stekao punu visinu i spreman je otići na put kojim će otkupiti svijet." (Usporedi ulogu bodisatve u mahajanskom budizmu.)

### Magika i ritual
Telemska magika sustav je fizičkih, mentalnih i duhovnih vježbi za koje oni koji ih izvode tvrde da im koriste. Crowley je magiku definirao kao "znanost i umjetnost uzrokovanja promjena u skladu s voljom" i u engleskom jeziku napisao ju je sa slovom k' ('magick') da bi je odvojio od mađioničarstva. Preporučio je magiku kao sredstvo za otkrivanje istinske volje. Magija u Thelemi uglavnom je oblikovana tako da pomogne u potrazi i očitovanju istinske volje, premda se katkad koristi i za slavljenje. Crowley je bio plodan autor i povezao je istočnjačku magijsku praksu sa zapadnjačkom iz Hermetičkog reda Zlatne zore. Nekoliko je tih praksi preporučio svojim sljedbenicima, a među njima bile su: joga (asana i pranajama); rituali koje je samostalno osmislio ili utemeljio na ritualima Zlatne zore, kao što je Manji ritual pentagrama, za istjerivanje i prizivanje; Liber Samekh, ritual za prizivanje svetog anđela čuvara; euharistijski rituali poput Gnostičke mise i Feniksove mise i na koncu Liber Resh, koji se sastoji od četiri dnevna klanjanja suncu. Raspravljao je i o seksualnoj magici i seksualnoj gnozi u različitim oblicima, a među njima su samozadovoljavanje, heteroseksualne i homoseksualne prakse; bile su neki od prijedloga koje je uputio onima u višim razinama Ordo Templi Orientisa. Crowley je vjerovao da nakon otkrića istinske volje magičar treba ukloniti sve elemente samog sebe koji mu stoje na putu do uspjeha.
Magika Theleme ne usredotočuje se izravno na materijalne rezultate; iako mnogi telemiti prakticiraju magiku radi ciljeva kao što su bogatstvo i ljubav, to nije nužno. Oni koji su u magijskim redovima Theleme kao što su A∴A∴ i Ordo Templi Orientis nakon inicijacije prolaze kroz niz razina ili razreda. Telemiti koji rade samostalno ili su u nezavisnoj grupaciji taj uspon pokušavaju postići koristeći se Svetim knjigama Theleme i/ili Crowleyjevim sekularnijim radovima kao vodičem. Telemiti, bilo da su nezavisni ili povezani s kakvim redom, mogu održati oblik performativne molitve pod imenom Liber Resh.
Jedan cilj u studiji Theleme u magijskom redu A∴A∴ jest da magičar stekne znanje i stil razgovora kao sveti anđeo čuvar: svjesnu komunikaciju s vlastitim daimonom, što mu omogućuje da spozna svoju istinsku volju. Glavni zadatak za osobu koja je to postigla zove se "prelaženje ponora"; tijekom toga posve se lišavaju ega. Ako aspirant nije dovoljno spreman, zadržat će ego i postati Crni brat. Umjesto da postane jedno s Bogom, Crni brat smatra da je bog zapravo njegov ego. Prema Crowleyju Crni brat polako se raspada dok podriva ostale kako bi povećao svoju moć.
Crowley je studente poučavao skeptičnom provjeravanju svih rezultata postignutih meditacijom ili magikom. To je povezao s nužnosti vođenja magijskih dnevnika u kojima bi se trebalo navesti sve okolnosti događaja. O sličnosti izjava koje su duhovno napredne individue dale za svoja iskustva Crowley je komentirao da će pedeset godina nakon nekog vremena postojati znanstveno ime utemeljeno na "razumijevanju fenomena" i da će potisnuti termine kao što su "duhovno" ili "nadnaravno". Izjavio je i da se u radu on i njegovi sljedbenici koriste "znanstvenom metodom; religijskim ciljem" i da stvarne sile magičara mogu biti testirane na objektivan način. Tu su ideju preuzeli i kasniji praktičari Theleme, magije kaosa i magike općenito, koji u određenim slučajevima mogu smatrati da svakim magijskim eksperimentom testiraju hipoteze. Problem leži u opsegu definicije uspjeha, odnosno da bi kao dokaz uspjeha mogli navesti stvari koje osoba koja nije magičar ne bi tako definirala, zbog čega dolazi do potvrdne pristranosti. Osoba ne treba nužno izvoditi obrede da bi bila telemit; Crowley je izjavio da je "svaki namjerni čin magički čin" jer je u magici Theleme u središtu istinska volja.

### Etika
Knjiga zakona ipak određuje standarde ponašanja. Glavno pravilo jest "Čini što ti volja" koje je predstavljeno kao sav zakon, ali i kao pravo. Neki tumači Theleme vjeruju da je u tom pravilu sadržana obaveza omogućivanja drugima da ispunjavaju svoju volju bez upletanja, iako sama knjiga to ne potvrđuje službeno. Crowley je napisao da nema potrebe razraditi etiku Theleme jer sve proizlazi iz "Čini što ti volja". Crowley je napisao nekoliko dodatnih dokumenata u kojima je prikazao osobna vjerovanja o tome kako bi se pojedinci trebali ponašati prema zakonu Theleme, a među njima ima i onih koji govore o odnosu s drugima: Liber OZ, Dužnost i Liber II.
Liber Oz navodi neka prava pojedinca koje implicira glavno pravilo "Čini što ti volja": "Čovjek ima pravo živjeti prema vlastitom zakonu – živjeti na način koji mu je po volji; raditi što mu je volja; odmarati se kako mu je volja; umrijeti kada i kako mu je volja. Čovjek ima pravo jesti što mu je volja; piti što mu je volja; živjeti gdje mu je volja; kretati se licem zemlje kako mu je volja. Čovjek ima pravo misliti što mu je volja; govoriti što mu je volja; pisati što mu je volja; crtati, slikati, klesati, gravirati, modelirati, graditi kako mu je volja; oblačiti se kako mu je volja. Čovjek ima pravo voljeti kako mu je volja; [...] Čovjek ima pravo ubiti one koji mu žele osujetiti ova prava."
Dužnost je opisana kao "komentar o glavnim pravilima ponašanja u praksi koja bi trebali promatrati svi koji prihvaćaju zakon Theleme." Za razliku od ostalih dokumenata u nazivu joj nema riječi "Liber"; razlog tomu jest taj što ju Crowley nije namijenio redu A∴A∴ nego Ordo Templi Orientisu. Sastoji se od četiri dijela:
- A. Tvoja dužnost prema sebi: navodi da je bitak središte svemira i da je pozvan otkriti vlastitu unutrašnju narav. Napominje čitatelju da razvije svaku sposobnost na uravnotežen način, da uspostavi vlastitu autonomiju i posveti se službi vlastitoj istinskoj volji.
- B. Tvoja dužnost prema ostalima: Napomena da treba eliminirati iluziju odvojenosti između sebe i svih ostalih, da se treba boriti kad je nužno, da treba izbjegavati uplitanje u volju drugih, da treba prosvijetliti druge kad se pojavi potreba i da treba slaviti božansku narav svih ostalih bića.
- C. Tvoja dužnost prema čovječanstvu: Tvrdi da bi zakon Theleme trebao biti jedini temelj ponašanja i da bi zakoni zemlje trebali osigurati najveću slobodu svim pojedincima. Kriminal se opisuje kao kršenje vlastite istinske volje.
- D. Tvoja dužnost prema svim ostalim bićima i stvarima: Tvrdi da bi zakon Theleme trebao biti primijenjen na sve probleme i iskorišten u odlukama o bilo kakvom etičkom pitanju. Zakon Theleme krše svi koji se služe životinjama ili objektima za ciljeve koji za njih nisu prikladni i svi koji uništavaju stvari da više ne bi mogle služiti svojoj svrsi. Čovjek se smije koristiti prirodnim resursima, ali ne bez razloga jer će biti kažnjen za kršenje zakona.

U tekstu Liber II: The Message of the Master Therion zakon Theleme sažet je u rečenici "Čini što ti volja – i nakon toga ne čini više ništa." Crowley je komentirao da se u potrazi za voljom osoba mora odvojiti od mogućih rezultata i neumorno joj se posvetiti. Izjavio je da je u pitanju nirvana koja je dinamična, a ne statična. Istinsku volju opisao je kao orbitom pojedinca i dodao da ako pojedinac pokuša uraditi bilo što drugo, na putu će mu se naći prepreke jer je izvršavanje bilo čega osim volje nešto što je remeti.

## Suvremene sljedbe

### Raznolikost
Srž Theleme čini ideja "Čini što ti volja". Međutim, osim nje postoji širok spektar različitih tumačenja Theleme. Moderna Thelema sinkretizam je filozofije i religije, a mnogi telemiti pokušavaju izbjeći čvrste dogmatske ili fundamentalističke stavove. Sam je Crowley snažno isticao da je jedinstvena narav volje urođena svakom pojedincu i da nije želio voditi stado ovaca. Zbog toga neki suvremeni telemiti mogu prakticirati više od jedne religije, među kojima su wicca, gnosticizam, sotonizam, setijanizam i luciferijanstvo. Mnogi sljedbenici Theleme nalaze sukladnosti između telemističkog i ostalih sustava vjerovanja; većina slobodno preuzima medote i prakse ostalih tradicija kao što su alkemija, astrologija, kabala, tantra, tarot i joga. Primjerice, za Nu i Hada smatra se da odgovaraju tau i teu u taoizmu, Šakti i Šivi u hinduističkoj tantri, Śūnyati i Bodhicitti u budizmu i na kraju Ain Sofu i Keteru u hermetičkoj kabali.
Neki telemiti prihvaćaju Knjigu zakona, no ne i ostatak Crowleyjevih tekstova ili učenja. Ostali preuzimaju samo određene dijelove njegova sustava kao što su magijske tehnike, etika, misticizam ili religijske ideje, a sve ostalo zanemaruju. Ostali pojedinci koji se smatraju telemitima smatraju da je ono što se uglavnom predstavlja kao Crowleyjeva Thelema samo jedan od oblika Theleme, pa su stoga oblikovali vlastite sustave; među takvim pojedincima su Nema i Kenneth Grant. Još jednu kategoriju čine nereligiozni telemiti koji se samo pridržavaju aksioma Theleme.
Crowley je ohrabrivao ljude da samostalno razmišljaju, posluže se idejama koje im se sviđaju i odbace one koje ne smatraju nužnima ili razumnima. U tekstu Magical and Philosophical Commentaries on The Book of the Law Crowley je napisao: "Neuvježban će um tvrditi da njegovi procesi vrijede za sve ljude i da su njegova rasuđivanja apsolutna istina."

### Blagdani
Knjiga zakona navodi nekoliko svetih dana kojih se telemiti trebaju pridržavati. Ne postoje uspostavljeni ili dogmatski načini na koje se te dane može slaviti, pa ih telemiti često slave samostalno ili u grupama, pogotovo unutar Ordo Templi Orientisa. Ti sveti dani uglavnom se slave na ove datume:
- Dana 20. ožujka slavi se Svetkovina za Vrhunski ritual, kojim se slavi Zaziv Horusa, obred koji je na taj dan 1904. održao Crowley i time započeo novi eon.
- Dana 20. ili 21. ožujka slavi se Ekvinocij bogova, koji se uglavnom naziva Telemskom novom godinom (iako neki sljedbenici Novu godinu slave 8. travnja). Premda se ekvinocij i Zaziv Horusa često odvijaju istog dana, uglavnom ih se smatra odvojenim događajima. Na južnoj polutki na taj datum dolazi do jesenske ravnodnevice.
- Od 8. travnja do 10. travnja slavi se Svetkovina za tri dana pisanja Knjige zakona. Tijekom tih tri dana slavi se tri dana iz 1904. za vrijeme kojih je Crowley napisao Knjigu zakona. Prvo je poglavlje napisno 8. travnja, drugo 9. travnja, a treće 10. travnja. Iako ne postoji službeni način proslave bilo kojeg blagdana Theleme, te se svete dane uglavnom slavi čitanjem zasebnih poglavlja u podne svakog dana.
- Dana 20. lipnja ili 21. lipnja slavi se ljetni solsticij na sjevernoj polutki i zimski solsticij na južnoj polutki.
- Dana 12. kolovoza slavi se Svetkovina za Proroka i Nevjestu njegovu. Taj blagdan slavi brak Aleistera Crowleyja i njegove prve supruge Rose Edith Crowley. Rose je bila ključna osoba u pisanju Knjige zakona.
- Dana 22. rujna ili 23. rujna slavi se jesenski ekvinocij na sjevernoj polutki i proljetni ekvinocij na južnoj polutki.
- Dana 21. prosinca ili 22. prosinca slavi se zimski solsticij na sjevernoj polutki i ljetni solsticij na južnoj polutki.
- Svetkovina za život slavi se na dan rođenja telemita i njegove naknadne rođendane.
- Svetkovina za oganj / Svetkovina za vodu; ti se blagdani slave kad dijete uđe u pubertet i krene prema odrasloj dobi. Svetkovina za oganj slavi se ako je u pitanju dječak, a Svetkovina za vodu ako je u pitanju djevojčica.
- Svetkovina za smrt slavi se na dan smrti telemita i njegove naknadne obljetnice smrti. Crowleyjeva smrt slavi se 1. prosinca.[92]

### Organizacije
Telemističku organizaciju čini bilo koja grupa, društvo ili organizacija utemeljena na filozofiji Theleme ili na filozofiji i principa Knjige zakona.
Nekoliko suvremenih organizacija različite veličine tvrde da slijede načela Theleme. Među dvjema najpoznatijim su organizacije kojima je Crowley za života bio na čelu: A∴A∴, mistični red za magiku koji je osnovao Crowley, a utemljen je na razredima sustava Zlatne zore, i Ordo Templi Orientis, red koji se razvio iz Obreda Memfisa i Mizraima početkom 20. stoljeća; čine ga i crkveni i religiozni ogranak Gnostička Katolička Crkva i inicijacijski red Mysteria Mystica Maxima.
Od Crowleyjeve smrti 1947. nastale su ostale organizacije kojima je cilj nastaviti njegov prvotni rad; među njima su Tifonski red Kennetha Granta i Red Zlatne zore otvorenog koda. Među ostalim grupama različitog karaktera koje su nadahnute Thelemom nalaze se Iluminati Thanaterosa i Setov hram. Neke grupe prihvaćaju zakon Theleme, ali odbacuju određene dijelove Crowleyjeva sustava dok istovremeno uvrštavaju radove ostalih mistika, filozofa ili religioznih sustava.
Fraternitas Saturni (Saturnovo bratstvo) osnovan je 1928. u Njemačkoj i prihvaća zakon Theleme, ali proširuje ga frazom "Mitleidlose Liebe!" ("Ljubav bez suosjećanja!"). Društvo Theleme, koje se također nalazi u Njemačkoj, prihvaća Knjigu zakona i većinu Crowleyjevih radova o magici, ali prihvaća i ideje ostalih mislilaca kao što su Friedrich Nietzsche, Charles Sanders Peirce, Martin Heidegger i Niklas Luhmann.
Hram srebrne zvijezde (ne misli se na treći ili "unutarnji red" reda A∴A∴) akademska je ili obrazovna organizacija koja priprema studente na ulazak u A∴A∴. Osnovala ju je Phyllis Seckler.
Među ostalim telemističkim organizacijama nalaze se Ordo Astri, Ordo Sunyata Vajra, Hram Naše Gospe od bezdana, Axis Ordo Mundi Saturna, Red izabranih svećenika i samoinicijacijski Telemistički red Zlatne zore (koji je osnovao Christopher Hyatt).
Telemiti se nalaze i u ostalim organizacijama. Nekadašnja predsjednica Crkve svih svjetova LaSara FireFox smatra se telemisticom. Manjina pripadnika te Crkve također se smatra telemitima.